# S. L. Narayanan
Sunilduth Lyna Narayanan (Tamil எசு. எல். நாராயணன்; * 10. Januar 1998 in Thiruvananthapuram) ist ein indischer Schachspieler. Seit 2016 trägt er den Titel Großmeister im Schach.

## Karriere
Narayanan kam durch ein Schachturnier seiner Mutter bereits früh in Verbindung mit dem Schachspiel. Auch seine Schwester Parvathy nahm an Schachturnieren teil, gab ihre Schachkarriere jedoch auf und fokussierte sich auf ein Studium, damit die Familie Narayanan weiter unterstützen konnte. Er erhielt unter anderem Förderung durch den Internationalen Meister Varugeese Koshy und den Großmeister Praveen Thipsay. Später arbeitete er mit den Großmeistern Oleksandr Holoschtschapow und Awetik Grigorjan zusammen.
Die Normen für den Titel als Internationaler Meister erreichte Narayanan zwischen 2011 und 2014 jeweils in Indien und wurde von der FIDE entsprechend im August 2014 ausgezeichnet. Seine erste Norm für den Titel zum Großmeister konnte er schon kurz darauf im Oktober 2014 bei den Juniorenweltmeisterschaften in Pune erzielen. Im Dezember des gleichen Jahres trat er beim Philippine International Open an, ebenso ein Jahr später im November 2015. In beiden Turnieren konnte er eine Großmeister-Norm erzielen und konnte so im Dezember 2015 von der FIDE als Schachgroßmeister bestätigt werden, wobei der Titel erst seit dem Überschreiten der Elo-Marke von 2500 in der Wertungsliste des Januars 2016 gültig ist. Narayanan ist der 41. indische Großmeister im Schach.
Bei der Schacholympiade 2022 in Chennai war Narayanan Teil des ersten der drei indischen Teams und absolvierte als viertes Brett acht Partien.
Narayanan schaffte im Oktober 2021 erstmals den Sprung in die Top 100 der FIDE-Weltrangliste. Dort war er seitdem durchgängig vertreten und erreichte im Mai 2024 seine Spitzenplatzierung mit dem 40. Rang. Im Februar 2025 ist er aus der Bestenliste wieder herausgefallen.

## Verein
Im deutschen Vereinsschach ist Narayanan seit 2021 für den SV Deggendorf tätig. In der Bundesliga-Saison 2022/23 gehörte er zum Stammpersonal der Bayern mit zehn Einsätzen, in den anderen Jahren wurde er unregelmäßig eingesetzt.